# Hervormde kerk (Helmond)

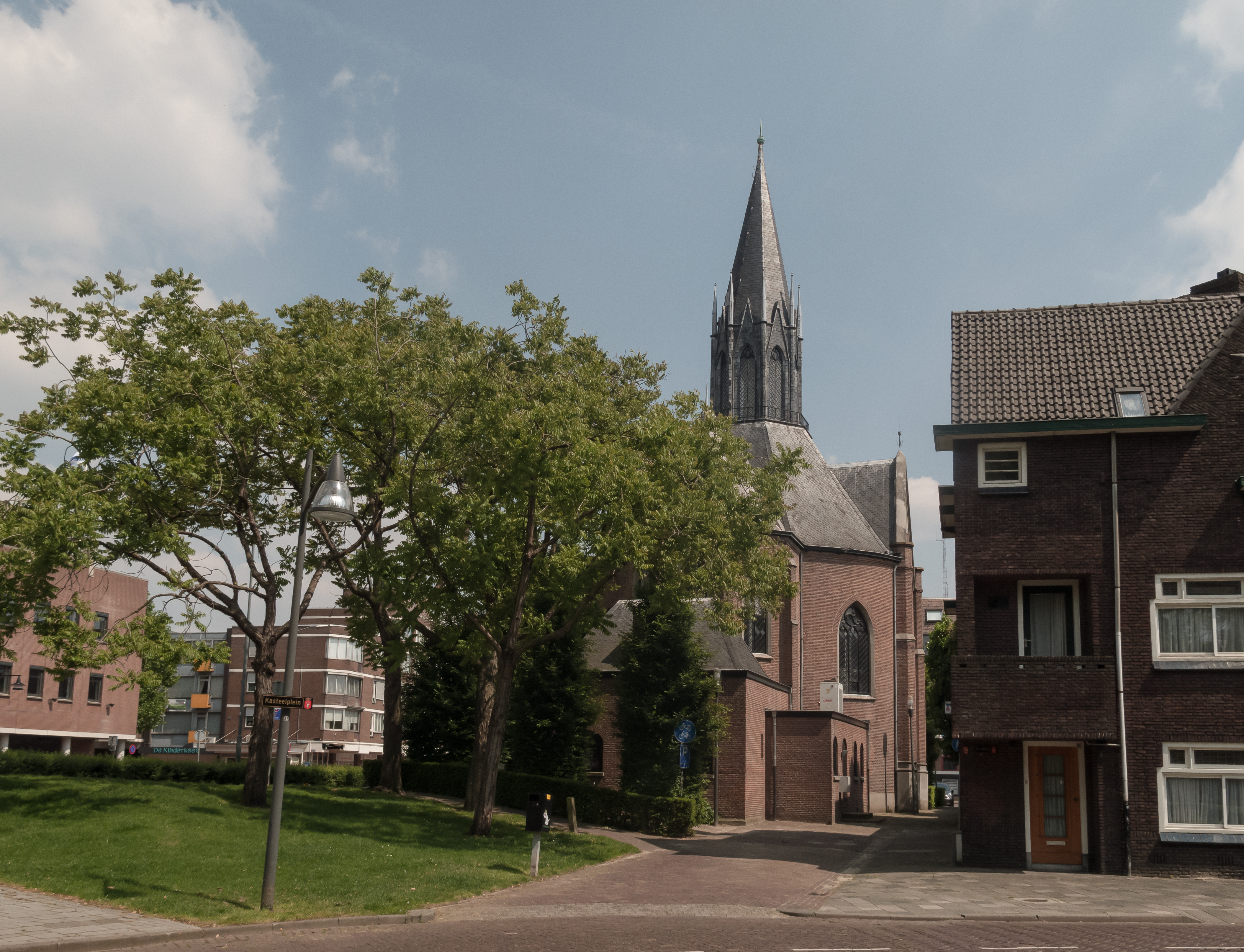
Hervormde kerk

De Hervormde kerk is een voormalig protestants kerkgebouw te Helmond, dat is gelegen aan de Kerkstraat 19 aldaar.
Het gebouw is een waterstaatskerk, ontworpen door Arnoldus van Veggel en ingewijd in 1847. Het gebouw is geklasseerd als Rijksmonument.
Het is een bakstenen gebouw in neogotische stijl, dat oogt als een kruiskerkje, met een opvallend hoge en spitse centrale toren.
De Hervormde kerk werd in 1963 onttrokken aan de eredienst. De hervormden kerkten voortaan in de pas gereedgekomen Bethlehemkerk. Daarna werd het gebouw verhuurd aan diverse organisaties, waaronder de Priesterbroederschap Sint Pius X. Sinds 2007 is in het gebouw een advocatenkantoor gehuisvest.